# 자노 아나니제
자노 아미라니스 제 아나니제(조지아어: ჯანო ამირანის ძე ანანიძე, 1992년 10월 10일 ~, 코불레티)는 조지아의 전 축구 선수로, 과거 공격형 미드필더로 활약했다.

## 선수 경력

### 클럽
2009년 러시아 프리미어리그의 스파르타크 모스크바에서 데뷔하여 2018-19 시즌까지 140경기 가까이 소화하며 2016-17 리그 우승과 2번의 리그 준우승 그리고 2017년 러시아 슈퍼컵 우승에 일조했고 2013-14 시즌에는 FC 로스토프로 임대 이적하며 러시아 컵 우승을 맛보았다.
이후 크릴리야 소베토프 사마라, 아노르토시스 파마구스타, 로토르 볼고그라드를 거쳐 2021년 유소년 시절 뛰었던 자국 리그의 디나모 트빌리시로 이적하며 16년만에 친정팀으로 복귀했다.

### 국가대표팀
2009년 9월 5일 이탈리아와의 친선 경기에서 국제 A매치 데뷔전을 치렀고 이듬해인 2010년 11월 17일 슬로베니아와의 친선 경기에서 A매치 데뷔골을 터뜨리는 등 현재까지 A매치 통산 43경기 7골을 기록 중이다.

## 수상

### 클럽
스파르타크 모스크바
- 러시아 프리미어리그 : 우승 (2016-17), 준우승 (2009, 2011-12)
- 러시아 슈퍼컵 : 우승 (2017)

 FC 로스토프
- 러시아 컵 : 우승 (2013-14)